# Keteleeria
Keteleeria és un gènere de coníferes de la família Pinaceae que es troba al Sud de la Xina, Taiwan, Hainan, Nord de Laos i al Vietnam.
Són arbres perennes que arriben als 35 metres d'alçada. Les fulles són com agulles d'1,5-7 centímetres de longitud i de 2 a 4 mm d'amplada.
El gènere es diu Keteleeria en honor de J. B. Keteleer (1813-1903).

## Taxonomia
El gènere Keteleeria inclou tres espècies:
- Keteleeria davidiana
- Keteleeria evelyniana
- Keteleeria fortunei